# Trapa hyrcana
Trapa hyrcana är en fackelblomsväxtart som beskrevs av Jurij Nikolajevitj Voronov. Trapa hyrcana ingår i släktet sjönötter, och familjen fackelblomsväxter. Inga underarter finns listade i Catalogue of Life.